# جاكوب أولريش
جاكوب أولريش هو باحث في الرومانسية سويسري، ولد في 13 سبتمبر 1856 في فالتالينغن في سويسرا، وتوفي في 5 سبتمبر 1906 في زيورخ في سويسرا.